# مساء

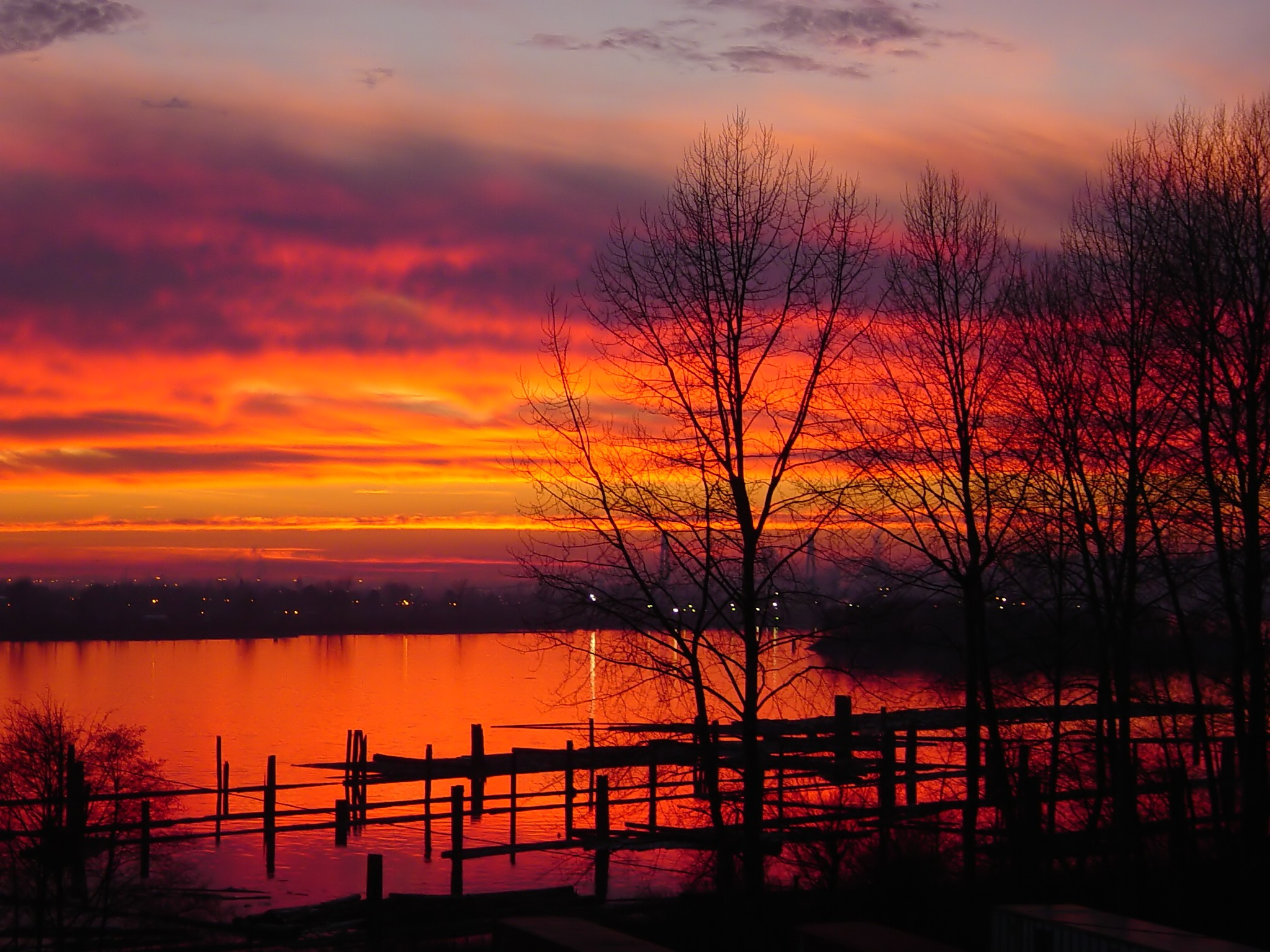
المساء في كوكيتلام، المملكة المتحدة

المساء هي الفترة بين غروب الشمس و حلول الليل؛ وتختلف حسب فصول السنة و طول الليل و النهار.
يسمى المساء بطرف النهار الثاني